# Joseph Gentil
Pour les articles homonymes, voir Gentil.
 (octobre 2008).
Joseph Gentil est un imprimeur français du XVIIIe siècle.

## Biographie
Avec une population scolaire de plus de trois cents élèves que comptait alors le collège de Château-Gontier, on comprend sans peine la quantité de livres classiques qu'il fallait tirer chaque année des imprimeries d'Angers, pour la fourniture du collège de Château-Gontier. M. Gilles Marais, en fonctions comme Principal de cette Maison d'éducation (1710-1733), résolut alors d'assurer la fourniture régulière, économique et facile chaque jour, des ouvrages scolaires. Voulant en même temps faire une bonne œuvre, il chercha dans les villes environnantes un jeune ouvrier chrétien, probe, actif, entreprenant, mais que sa pénurie d'argent empêchait de s'établir maître. Son but était de lui fournir les moyens de venir s'installer à Château-Gontier, avec le titre d'Imprimeur du collège ; la clientèle était assurée d'avance.
Les nombreuses relations du digne Principal lui firent découvrir à Nantes l'ouvrier rêvé. Dans les débuts de l'année 1713, M. Marais partait pour Nantes ; il se renseigna sur place des mœurs, de la conduite et de la capacité du jeune homme. Les résultats de son enquête furent bons ; on le sollicitait vivement même de favoriser l'établissement de l'ouvrier en question, qui se nommait Joseph Gentil. Ce dernier lui fut présenté et bientôt les bases d'un traité étaient arrêtées entre l'Imprimeur et le Principal.
Restait à obtenir l'autorisation officielle d'ouvrir une imprimerie à Château-Gontier, qui, jusqu'alors, n'avait possédé que des libraires. De retour à Château-Gontier, M. Marais se rendit chez M. Gouesse du Bignon, lieutenant général, — fonctions équivalant alors à celles de maire actuellement, — et fit valoir auprès de ce magistrat l'avantage, tant pour sa maison d'éducation que pour les pouvoirs publics, d'avoir sous la main, dans la ville même, un imprimeur pouvant exécuter sur place les travaux typographiques de toutes sortes, qu'on était alors obligé de commander à Angers ; d'où perte de temps et augmentation des prix de revient. Le lieutenant général approuva vivement ce projet, promit d'y apporter toute son influence et de s'entremettre activement auprès des échevins et conseillers du corps de ville, pour amener la réussite de cette innovation. Avisé par M. Marais de ces bonnes dispositions, le sieur Gentil adressait à la municipalité de Château-Gontier, dans les derniers jours de mars 1713, une requête à fin d'être autorisé à établir une imprimerie dans cette ville.
Dans une réunion du Conseil de ville, qui eut lieu à ce sujet le 4 avril suivant, le Procureur-syndic des habitants exposait que : « Le sieur Joseph Gentil, imprimeur, demeurant en la ville de Nantes, a proposé de s'établir en cette ville pour y exercer sa profession et y débiter les livres nécessaires, tant au publicq qu'aux écolliers du collège de cette ville, à quoy il est expressément porté par M. Marais, principal du collège. Et ledit sieur Gentil veult bien s'y rendre, moyennant qu'il soyt exempt de touttes impositions, ou en tous cas, que celles auxquelles il pourroit être taxé n'excèderont point en taille, impost du sel, ustancille et capitation chascun an la somme de vingt sols. »
En conséquence, le procureur-syndic demandait à l'assemblée de statuer sur la demande du sieur Gentil. Le lieutenant général avait tenu parole ; ses efforts pour faire adopter le projet du Principal avaient porté leurs fruits, et tous étaient partisans de l'établissement projeté, ainsi que le constate la fin de la délibération.
Fort de cette autorisation officielle, M. Marais en avisa immédiatement son protégé, l'invitant à venir s'installer au plus vite. Joseph Gentil, qui n'attendait que l'approbation de sa demande pour partir, s'empressa de quitter Nantes, et fit diligence pour établir ses presses et être en mesure de répondre aux commandes qui lui étaient promises
En 1729, un arrêt de la Cour du Parlement de Paris faisait défense à toutes personnes de faire imprimer aucun arrest, et à tous imprimeurs autres que ceux établis dans les villes sièges de parlements, d'en imprimer sans permission expresse. C'était une première menace ; elle resta suspendue pendant dix ans, mais alors l'exécution fut décidée aux termes d'une ordonnance royale en date du 31 mars 1739. Les réductions furent considérables partout ; sur deux imprimeries, Laval en perdit une, et celle de Château-Gontier fut supprimée.
Notre ex-imprimeur ne quitta pas Château-Gontier, immédiatement du moins, car dans les rôles d'impositions anciennes conservées aux archives de la Mayenne (Série B 2642), Joseph Gentil est indiqué comme demeurant toujours au faubourg d'Azé ; en 1742, il était encore qualifié par les collecteurs des tailles « d'imprimeur-libraire à Châteaugontier. » Il serait curieux de savoir ce que devinrent ses presses et son matériel de typographie.